# Allianz Global Investors
Die Allianz Global Investors GmbH (kurz: AllianzGI bzw. AGI) ist ein deutsches Unternehmen der Vermögensverwaltung mit Sitz in Frankfurt am Main. Die Kapitalverwaltungsgesellschaft gehört zum Versicherungskonzern Allianz und verwaltet sowohl Vermögenswerte für Privatanleger und institutionelle Anleger als auch für die Allianz selbst.

## Geschichte
Die Allianz gründete 1998 das Allianz Asset Management (AAM), das Ende 1998 bereits ein Vermögen von 23 Milliarden Euro verwaltete.
2000 übernahm AAM die amerikanischen Vermögensmanager Pimco, Cadence Capital Management, Oppenheimer Capital und NFJ Investment Group. Ende 2000 verwaltete die Unternehmung schon ein Vermögen von 336 Milliarden Euro.
Per Ende Januar 2001 wurde die amerikanische Vermögensverwaltungsgesellschaft Nicholas-Applegate übernommen. Im selben Jahr übernahm AAM den amerikanischen Vermögensverwalter RCM. Durch die Übernahme der Dresdner Bank im Juli 2001 kamen auch deren Investmentgesellschaft Deutscher Investmenttrust (dit) und dbi hinzu. Ende 2001 wurde daher die Allianz Dresdner Asset Management gegründet, die ein Vermögen von 620 Milliarden Euro verwaltete.
Die Allianz gründete zusammen mit Guotai Junan Securities den größten Investmentfonds in China, den Guotai Junan Allianz Fund Management mit einem Finanzvolumen von 3,7 Milliarden RMB.
Allianz Dresdner Asset Management wurde 2004 in Allianz Global Investors umbenannt.
Das Asset Management der im Jahre 1984 mehrheitlich übernommenen italienischen Versicherungsgruppe Riunione Adriatica di Sicurtà wurde am 1. Oktober 2007 in Allianz Global Investors SGR S.p.A. umbenannt.
Im Rahmen der Übernahme der Dresdner Bank durch die Commerzbank, wurde ein Teil des Kaufpreises seitens der Commerzbank mit ihrer Investmentfondsgesellschaft Cominvest bezahlt, die ab 12. Januar 2009 Teil von Allianz Global Investors wurde.
Seit 2012 treten Pimco und Allianz Global Investors als zwei voneinander unabhängige Investmentmanager der Allianz am Markt auf.
Im Jahr 2020 wurde bekannt, dass Fondsmanager des Unternehmens in den USA seit mindestens 2014 Anleger von Hedgefonds getäuscht, eine zu geringere Wertabsicherung eingerichtet und die Wertentwicklung sowie Stresstests manipuliert hatten. Vor allem institutionelle Anleger der sogenannten Structured Alpha Fonds hatten dadurch rund 7 Mrd. USD verloren und mehrere Fonds wurden abgewickelt. Die verantwortlichen Manager wurden entlassen. Im Mai 2022 verurteilte die United States Securities and Exchange Commission die US-Tochter von Alianz GI zu einer Geldstrafe in Höhe von einer Milliarde US-Dollar und mehr als fünf Milliarden US-Dollar Schadensersatz. Außerdem wurde ihr für zehn Jahre dieVerwaltung von in den USA registrierten Investmentfonds untersagt. Ein Teil der Strafe wurde dem Unternehmen aber erlassen.

## Struktur
Der Allianz-Konzern betreibt das Vermögensverwaltungsgeschäft über die Marken Allianz Global Investors und Pimco, die jeweils über verschiedene Konzerngesellschaften betrieben werden. AGI verwaltet dabei vor allem Treuhand- und Pensionsvermögen und investiert dies sowohl in Aktien als auch in Anleihen und verschiedene andere Anlagegegenstände. Oberstes Entscheidungsgremium für die Anlagestrategie ist innerhalb des Unternehmens das Executive Committee. Hauptmärkte sind Europa, Asien und die USA, mit jeweils eigenen Vertriebsgesellschaften. Die Allianz Global Investors GmbH deckt dabei die Märkte Europa und Asien ab, das über weitere Tochtergesellschaften für einzelne Länder gegliedert ist. Deutschland bildet dabei den Schwerpunkt bei der Ansiedlung der Mitarbeiter wie auch beim Umfang des operativen Geschäfts.
Zum 31. Dezember 2021 lagen die weltweiten Assets under Management (AuM) der Allianz Global Investors GmbH bei 494 Milliarden Euro. Allianz Global Investors insgesamt verzeichnete zu diesem Zeitpunkt 673 Milliarden Euro AuM.
Das Unternehmen legte (Stand 2022) seinen Schwerpunkt auf den Ausbau illiquider Anlageformen, wie Private Equity und Infrastrukturinvestments sowie eine Erhöhung der Nachhaltigkeit seiner Anlagen.
AllianzGI Investments Europe
Allianz Global Investors Investments Europe war die Europa-Plattform von Allianz Global Investors. Im Mai 2010 hatte Allianz Global Investors die Gründung dieser europäischen Plattform bekannt gegeben. Letztmals wurde für die Gesellschaft 2013 ein Jahresabschluss veröffentlicht.